# Накамура, Тадаси (каратист)
Тадаси Накамура (род. 1942, Маока, губернаторство Карафуто) — мастер карате, ученик Масутацу Оямы, основатель сэйдо-карате.

## С ранних лет до хякунин-кумитэ
В 1953 году Тадаси Накамура поступил к Кеи Мияги (сыну Тёдзюна Мияги) для изучения стиля Годзю-рю, а через три года пришёл в додзё Масутацу Оямы. Накамура быстро прогрессировал и в 1959 году получил 1-й дан, став на то время самым молодым обладателем чёрного пояса. К середине 1960-х годов Накамура стал одним из сильнейших бойцов. Он был одним из противников Стива Арнейла в хякунин-кумитэ и последний вспоминал, что бои с Накамурой и Сигэру Оямой были самыми тяжёлыми. Через пять месяцев после Арнейла Накамура и сам прошёл такое же испытание (головная организация Кёкусинкай не признает этого) став, таким образом, третьим человеком после Оямы и Арнейла, кому покорился данный тест.

## Чемпион и тренер
В 1961 году Накамура стал победителем на Всеяпонском открытом чемпионате по карате среди студентов. Впоследствии он победил ещё в нескольких турнирах, а также он принял участие и победил в матче учеников Оямы против бойцов муай-тай, состоявшемся 17 февраля 1966 года. Ударами он трижды валил тайца на пол и, наконец, во втором раунде нокаутировал его прямым ударом кулака в челюсть.
В 1961 году Накамура начал сам преподавать карате. Он работал главным инструктором на американской военной базе Кэмп Зама и три года тренировал команду Медицинского университета Тохо. Впоследствии Ояма назначил его главным инструктором Токийского Хомбу и присвоил молодому мастеру седьмой дан.

## Сейдо-карате
В 1960-х годах Накамура вместе с Сигэру и Ясухико Ояма отправился в Нью-Йорк для развития и пропаганды Кёкусинкай. В 1971 году им была основана Североамериканская штаб-квартира Кёкусинкай.
В 1976 году Накамура покинул IKO и основал организацию World Seido Karate Organization («Сэйдо» — «путь чистого сердца»). В настоящее время эта организация имеет представительства в 14 странах и около 20 тысяч учеников. Выполняя обязанности президента, Накамура много времени уделяет преподаванию карате. Он каждый день даёт уроки в классах Сэйдо Хомбу, проводит многочисленные семинары и читает лекции.